# Flûte (bateau)
Pour les articles homonymes, voir Flûte (homonymie).

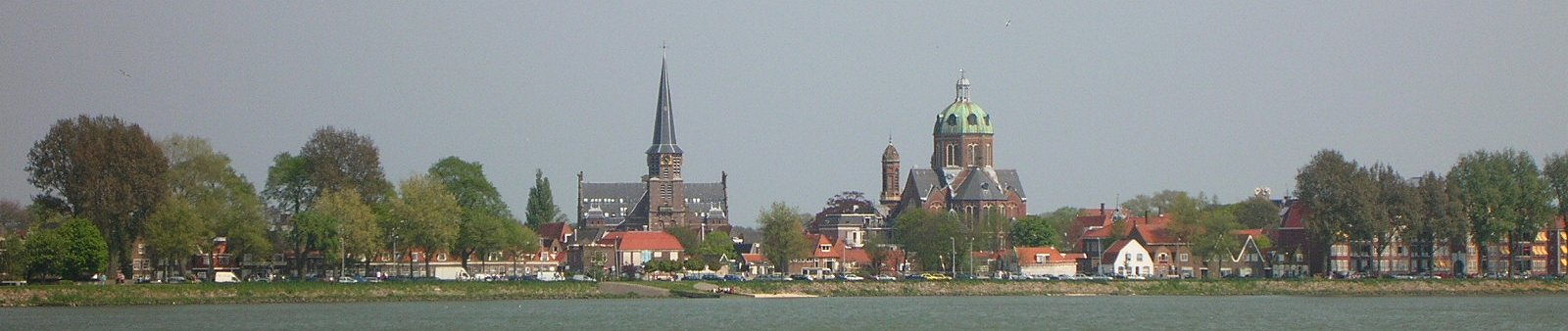
C'est à Hoorn, port de commerce alors aussi actif qu'Amsterdam, qu'est développée la première flûte, à la fin du XVIe siècle.

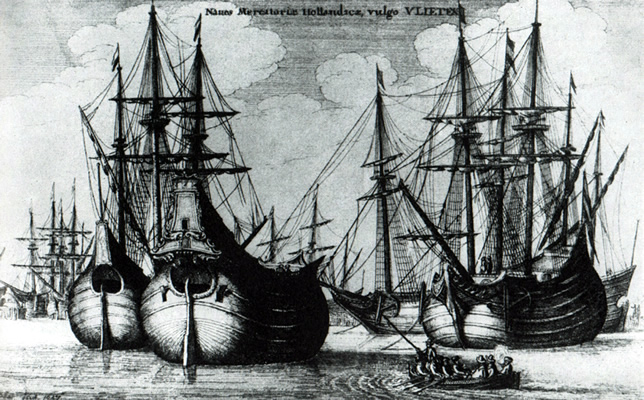
La flûte, « navire rond » à forte capacité de transport permet aux Provinces-Unies d'acquérir la première marine marchande d'Europe au XVIIe siècle (gravure de 1647).

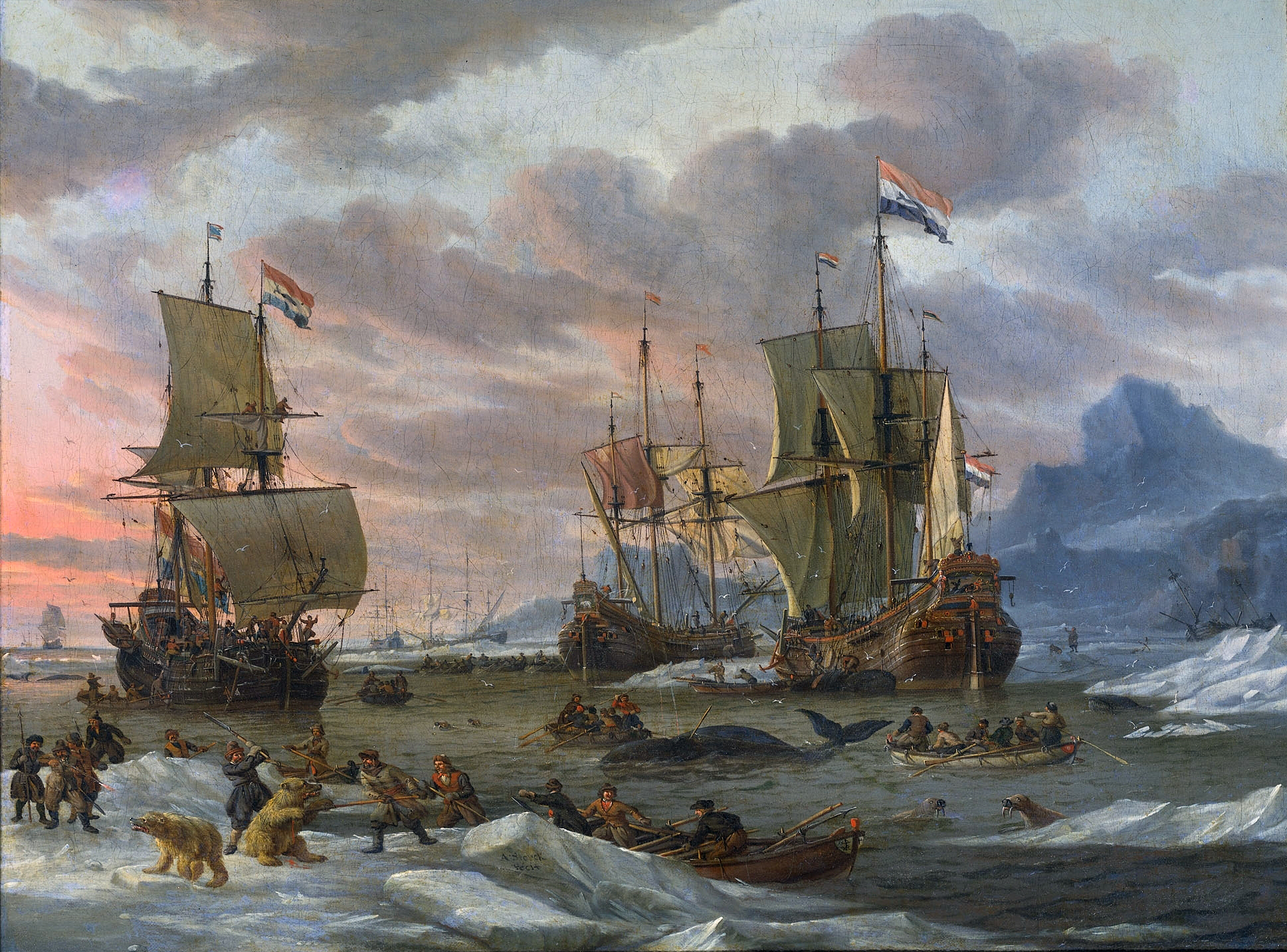
Il existe de nombreuses variantes de la flûte. Ces trois exemplaires peints par Abraham Storck, sont armés en baleinière.

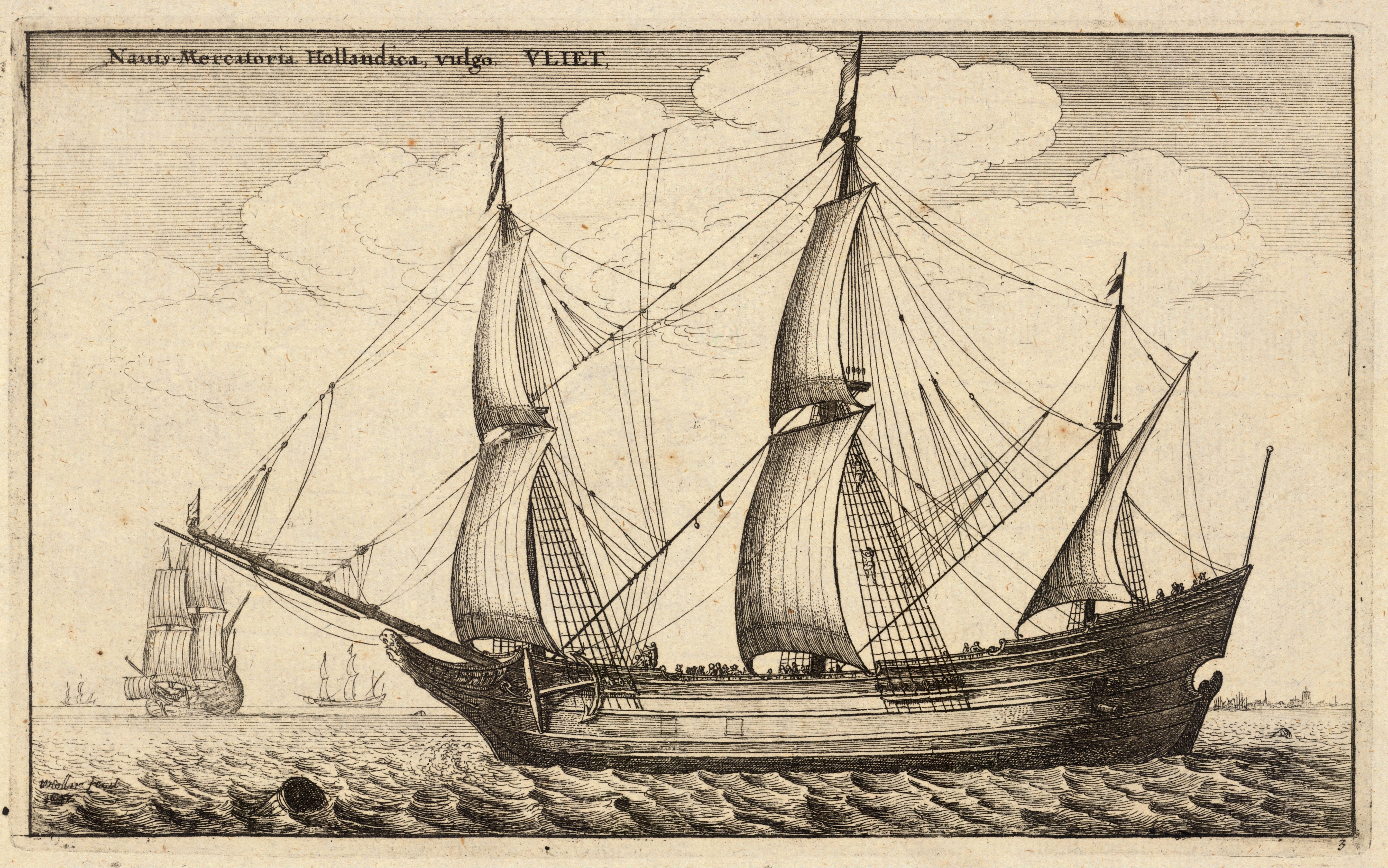
Une grosse flûte néerlandaise. Le navire est à même d'affronter toutes les mers du monde. La Compagnie néerlandaise des Indes orientales en utilise de nombreux exemplaires.

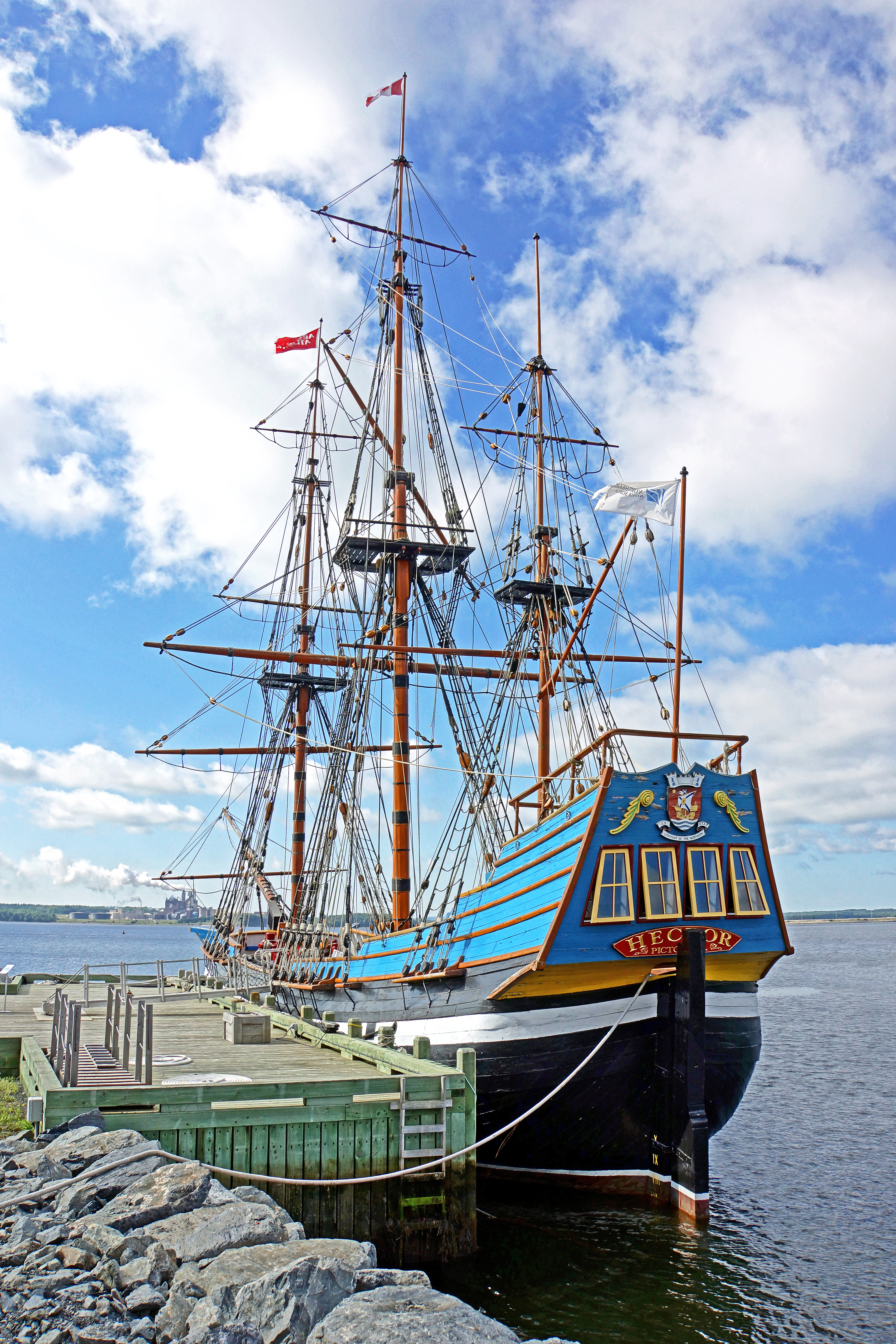
Réplique du Hector, flûte ayant participé à la première migration importante de colons écossais vers la Nouvelle-Écosse en 1773.

Une flûte ou flute (néerlandais : Fluitschip) est un type de navire de charge néerlandais équipé de trois mâts aux voiles carrées apparu à la fin du XVIe siècle. Optimisé pour le transport, peu coûteux à produire, la flûte fut un facteur important dans l'essor du commerce maritime des Pays-Bas aux XVIIe et XVIIIe siècles. Le navire, très solide, navigue sur toutes les mers du monde et connait aussi des utilisations militaires dans la marine néerlandaise ou pour la Compagnie néerlandaise des Indes orientales. Au XVIIIe siècle, la flûte conserve son rôle commercial mais son utilité militaire s'efface au profit des vaisseaux de ligne « armés en flûte » pour le transport de troupes. 
Au XIXe siècle, on désigne ce navire sous le nom de corvette de charge dans la marine française.

## Un navire d’abord destiné au commerce (XVIIesiècle)
La première flûte, fluit en néerlandais, aurait été construite en 1595 à Hoorn, port alors aussi actif qu'Amsterdam, sur les dessins du commerçant Pieter Jansz Vael. Le navire, aux formes trapues, particulièrement marines, est capable d’affronter les mers les plus dures, la mer du Nord comme l’océan Pacifique. La flûte est de faible tirant d’eau, conçue au départ pour sortir des ports néerlandais où les hauts-fonds sableux sont nombreux. « Navire rond », aussi bien à l’avant qu’à l’arrière pour avoir une capacité de charge maximale, sa longueur varie de 30  à   43 m environ au XVIIe siècle. C’est une flûte, la Concorde, qui accompagne le vaisseau le Horn, dans l’expédition de deux ans et dix jours (1615-1617) de Schouten et Lemaire qui franchit, pour la première fois, le cap Horn. L'origine du nom « flûte » reste discutée. Elle provient peut-être de l'étroitesse du pont du navire, au moins à ses débuts. La flûte est assez rapidement copiée par les voisins allemands (fleute), anglais (fly-boat), avec des variantes selon les besoins : dans la Baltique, le navire est doté d’une grande ouverture sur l’arrière pour le commerce du bois ; dans les mers boréales, on croise des flûtes baleinières ayant une coque renforcée à l’avant contre les icebergs et disposant d’engins de levage pour les cétacés capturés.
Au XVIIe siècle, les Néerlandais dominent les mers. La flûte est la bête de somme de cette prospérité commerciale. Colbert, frappé comme ses contemporains par l’importance de la flotte marchande des Provinces-Unies a essayé de la faire quantifier. Selon son enquête de 1664, la flotte néerlandaise est la première d’Europe avec 6 000 navires et 400 000 tonneaux de jauge, loin devant celle de l’Angleterre et de la France à ce moment-là. Presque tous ces navires sont des flûtes, ce qui donne une idée de l’importance qu’a tenu ce moyen de transport dans l’histoire économique de l’Europe au XVIIe siècle. Outre sa construction rustique et facilitée par l'invention de la scierie à vent, la flûte se manœuvre facilement et est très économe en équipage, à tonnage égal, comparée aux autres types de navires. Un rapport français de 1696 souligne les avantages de la flûte avec des détails intéressants sur la façon dont est « rentabilisé » au maximum le navire : 

« Les Hollandois ne naviguent guères pour le commerce qu’avec des flûtes qu’ils font escorter en temps de guerre par des frégates armées. Ce sont de grands vaisseaux qui ont de grands fonds de calle qui peuvent contenir beaucoup de marchandises (…), mais qui, quoique d’une construction lourde et pesante, résistent mieux à la mer et pour lesquels il ne faut pas tant d’hommes équipagés (sic) que pour les autres vaisseaux. Les François sont obligés de mettre quatre ou cinq hommes d’équipage sur les vaisseaux de 20 à 30 tonneaux pour les faire naviguer, les Hollandois n’en mettent que deux ou trois au plus ; sur un vaisseau de 150 à 200 tonneaux, les François mettent 10 à 12 hommes, les Hollandois que 7 ou 8. Les François mettent 18, 20 à 25 hommes sur un vaisseau de 250, 300 à 400 tonneaux, les Hollandois n’en mettent que 12 ou 16, 18 tout au plus. (…) Les François fabriquent leurs vaisseaux de bois de chesne chevillé de fer, ce qui coûte beaucoup : la plupart des vaisseaux hollandois, surtout ceux qui ne naviguent guères plus loin qu’en France ne sont faits que de sapin et chevillés de bois, et quoi qu’une fois plus grands coûtent moitié moins à construire que les nôtres. Ils ont aussi les agrès à meilleur marché, ils sont plus à portée que nous du Nord, d’où ils tirent le fer, les ancres, le chanvre pour les câbles et cordages qu’ils fabriquent eux-mêmes aussi bien que les toiles à voiles »

Au XVIIe siècle comme au XVIIIe siècle, la flûte, quelle que soit la nationalité de son armateur, est le navire commercial le plus présent dans les ports européens, dans le cadre d'un commerce de cabotage à l'échelle de tout le continent, le transport de marchandises par mer étant bien plus rapide et économique que les voies d'eau intérieures et a fortiori la route.
La robustesse de la flûte lui permet d’embarquer aisément une vingtaine de canons lors des voyages dans les zones à risque comme la Méditerranée (contre les « Barbaresques »), les Antilles (contre les pirates) et l’océan Indien (contre les concurrents portugais et anglais ou pour négocier en position de force face à un prince indigène). Compte tenu de l'importance du trafic dans ces espaces maritimes, on en conclut que sorties de la mer du Nord, beaucoup de flûtes portent à un moment ou à un autre de l'artillerie. Le rôle militaire du navire est donc loin d'être négligeable, particulièrement pour la Compagnie néerlandaise des Indes orientales, qui doit veiller à la sécurité de ses précieux chargements.

## Les évolutions: l'« armement en flûte » des vaisseaux de guerre (XVIIIesiècle)

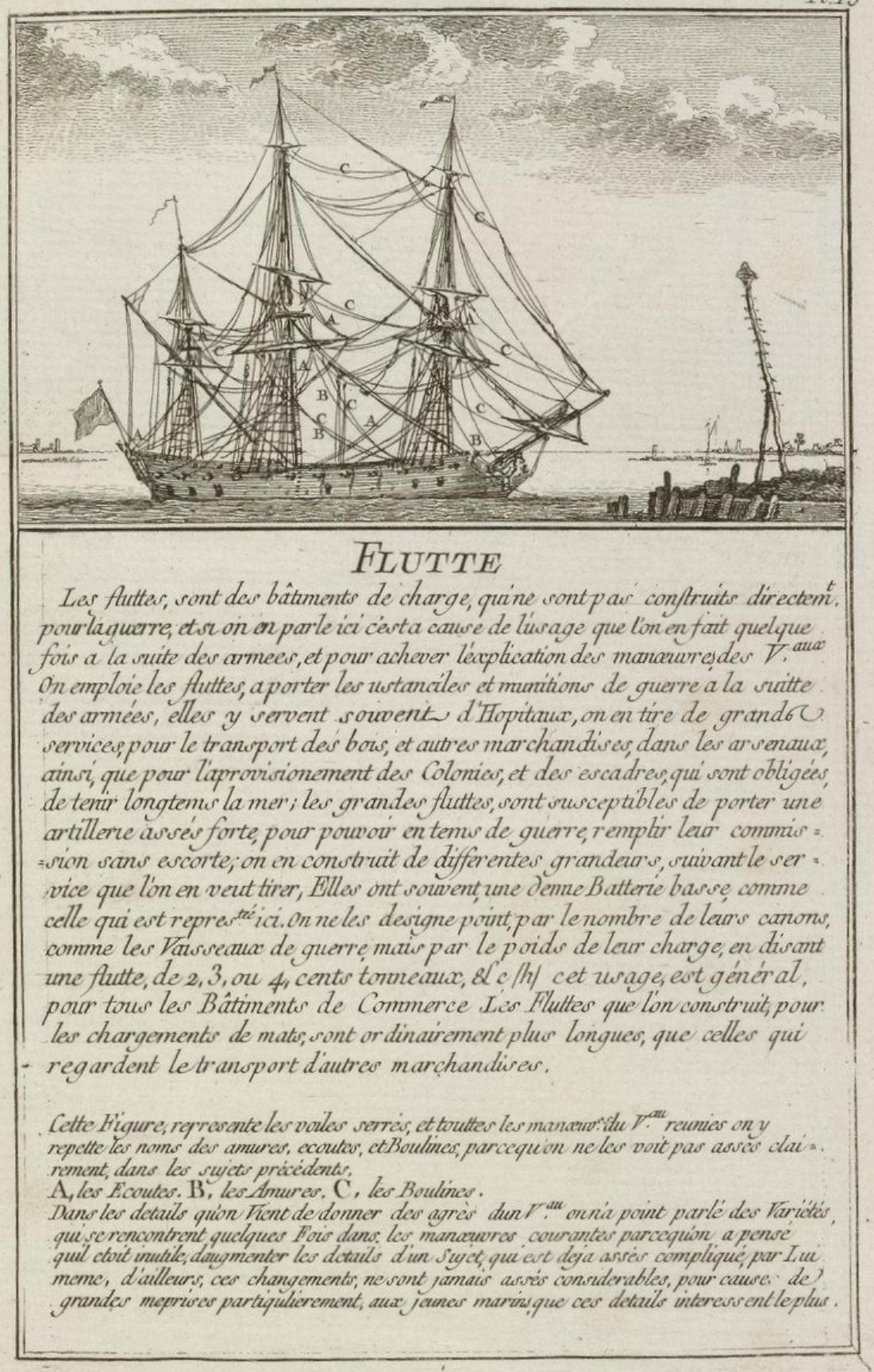
Une flûte militaire vers 1760. Au XVIIIe siècle, on dit d'un vaisseau qu'il est « armé en flûte » lorsque ses plus fortes batteries lui sont retirées pour qu'il puisse servir de transport de troupes et de matériel.

Si la flûte armée est à même de se faire respecter dans les mers lointaines, ce n'est pas le cas dans les eaux européennes ou l’apparition du vaisseau de ligne, vers 1630-1640, la déclasse totalement. La flûte marchande poursuit sa carrière, mais en terme militaire, le mot se met à désigner progressivement ce que dans la marine de guerre actuelle on appellerait un navire logistique ou un transport de troupes. Déjà sous Richelieu, dans l’escadre de Sourdis, on remarque la présence d’une flûte-hôpital. Au XVIIIe siècle, un bâtiment de guerre, peu ou pas artillé volontairement, est dit « armé en flûte » lorsqu’il sert de transport aux armées pour les soldats, les munitions, les vivres. La flûte militaire est souvent une petite frégate ou un vaisseau de guerre ancien qui effectue ses dernières années de service comme transport avant d’être rayé des effectifs. Le bâtiment, privé de ses batteries basses, les plus lourdes, ne garde généralement que sa batterie haute de petit calibre et navigue sous la protection des vaisseaux de guerre. L’armement en flûte a aussi pour intérêt une vitesse plus élevée qu’un navire marchand réquisitionné, car le vaisseau de ligne d’origine, mieux toilé et plus finement taillé que l’unité civile, peut essayer de s’enfuir en cas de tentative d’interception. 
La Compagnie des Indes, qui construit de gros navires fortement artillés pour l’océan Indien, est une habituée des armements en flûte afin de laisser plus de place aux passagers et aux marchandises. La Compagnie va même jusqu’à équiper certains de ses navires de canons factices, ce qui ne pose guère de problème pendant la longue période de paix qui va de 1713 à 1744, mais devient nettement plus difficile lorsqu’éclate la guerre de Succession d'Autriche. En 1746, au large de Négapatam, il faut toute l’habileté de La Bourdonnais pour livrer bataille avec succès contre les forces de Peyton alors qu’un seul de ses 9 navires porte toute son artillerie et que les autres unités, issues de la Compagnie des Indes, sont en flûte et encombrées de troupes. 
La Marine royale connait une expérience voisine en 1755, lorsque Versailles décide d’envoyer 3 000 soldats pour le Canada. L’opération, montée en temps de paix, se fait au moyen d’une grosse flotte de 20 bâtiments dont 17 sont armés en flûte et n’ont conservé qu’une vingtaine de canons chacun pour faire place aux troupes embarquées. L’expédition frise la catastrophe lorsque Londres, qui a décidé entre-temps d’entrer en guerre sans déclaration officielle, attaque l’escadre au large de Terre-Neuve et réussit à s’emparer de deux navires. Lors de la guerre d’Amérique, les gros convois de transport de troupes (mélangeant flûtes et navires civils) naviguent sagement sous la protection des escadres et assez peu sont interceptés, du côté français comme anglais. 
En France, le capitaine de flûte, ancien pilote ou maître d’équipage, est hiérarchiquement subordonné à l’enseigne de vaisseau et même au lieutenant de frégate, ainsi qu’au capitaine de brûlot. En 1786, le ministre de la marine, de Castries, supprime ce grade qui avait été le plus bas de la hiérarchie des officiers de vaisseau depuis Colbert. C’était néanmoins une récompense recherchée par les capitaines marchands qui demeuraient cependant roturiers alors que les lieutenants de frégate s’acheminaient souvent vers l’anoblissement. Ceux en exercice en 1786 deviennent de facto sous-lieutenants de vaisseau.

## Flûte fluviale
Dans le domaine fluvial, le mot « flûte » désigne un bateau de charge, effilé à l'origine, fréquentant l'Yonne, la haute Seine et la Marne. Avec l'extension du réseau navigable au XIXe siècle, ce bateau va évoluer vers des formes beaucoup plus pleines en bateau de canal. Il va engendrer trois types principaux : la flûte de Bourgogne, la flûte de l'Ourcq et la flûte du Berry.

### Sources et bibliographie
: document utilisé comme source pour la rédaction de cet article.
- Michel Vergé-Franceschi (dir.), Dictionnaire d’Histoire maritime, Paris, éditions Robert Laffont, coll. « Bouquins », 2002, 1508 p. (ISBN 2-221-08751-8 et 2-221-09744-0)  ;
- Patrick Villiers, Jean-Pierre Duteil et Robert Muchembled (dir.), L’Europe, la mer et les colonies, XVIIe – XVIIIe siècle, Paris, Hachette supérieur, coll. « Carré Histoire » (no 37), 1997, 255 p. (ISBN 2-01-145196-5)  ;
- Edmond Pâris et Pierre de Bonnefoux, Dictionnaire de la marine à voile [détail des éditions].